# デジタル放送開始宣言
『デジタル放送開始宣言』（デジタルほうそうかいしせんげん）は、2006年10月1日 4:55 - 5:00に放送された広島テレビのローカル番組。

## 内容
同年10月1日に広島テレビでもスタートした地上デジタル放送の特徴や、デジタル放送を管理する広島テレビの機材（マスター、サブ、ニュース編集室、スタジオカメラ）等を紹介。

## 出演者
- 西名みずほ（広島テレビアナウンサー・広島地区地上デジタル放送推進大使）

## 放送時間
- 2006年10月1日 4:55 - 5:00